# Black River (album)
Black River – debiutancki album polskiej grupy Black River wydany w 2008 roku przez wytwórnię muzyczną Mystic Production. Wydawnictwo było promowane teledyskiem do utworu pt. "Silence" w reżyserii Romana Przylipiaka. W nagraniu wystąpiła gościnnie aktorka Agnieszka Warchulska.

## Lista utworów
Opracowano na podstawie materiału źródłowego.
1. "Negative" (muz. Black River, sł. Taff) - 4:07
2. "Free Man" ft. Malta, Boozi, Seth (muz. Black River, sł. Taff) - 4:18
3. "Night Lover" (muz. Black River, sł. Taff) - 3:35
4. "Street Games" (muz. Black River, sł. Taff) - 3:45
5. "Punky Blonde" (muz. Black River, sł. Taff) - 2:06
6. "Crime Scene" ft. Krzysztof Palczewski, Jakub "Cube" Kubica (muz. Black River, sł. Taff) - 4:48
7. "Fight" (muz. Black River, sł. Taff) - 3:45
8. "Silence" (muz. Black River, sł. Taff) - 4:38
9. "Fanatic" (muz. Black River, sł. Taff) - 4:45
10. "Silence (acoustic)" (muz. Black River, sł. Taff) - 4:39 (utwór dodatkowy)
11. "Punky Blonde" (teledysk) - 2:08

## Twórcy
Opracowano na podstawie materiału źródłowego.
| - Maciej Taff – wokal prowadzący - Tomasz "Orion" Wróblewski – gitara basowa, wokal wspierający - Dariusz "Daray" Brzozowski – perkusja - Piotr "Kay" Wtulich – gitara, wokal wspierający - Artur "Art." Kempa – gitara, wokal wspierający - Krzysztof Palczewski - róg - Jakub "Cube" Kubica - instrumenty klawiszowe - Boozi – wokal wspierający - Patryk "Seth" Sztyber – wokal wspierający | - Arkadiusz Malczewski – inżynieria dźwięku, wokal wspierający - Krzysztof Palczewski - inżynieria dźwięku - Sławomir Gładyszewski - inżynieria dźwięku - Przemysław "Perła" Wejmann - miksowanie - Szymon Czech – mastering - Roman Przylipiak - okładka, oprawa graficzna - Krzysztof "Sado" Sadowski - zdjęcia - Tatiana Dudnik - zdjęcia - Małgorzata Ząbkowska - zdjęcia |